# Implant extraterrestre
Pour les articles homonymes, voir Implant et Extraterrestre.
En ufologie et en science-fiction, un implant extraterrestre est un petit objet introduit à leur insu dans le corps d'êtres humains, au cours d'enlèvements par les extraterrestres. L'utilité supposée de ces implants demeure mystérieuse mais pourrait se rapporter à l'étude de l'espèce humaine, la surveillance des implantés ou encore leur contrôle à distance.

## Premières occurrences du mythe dans la culture populaire
L'auteur Peter Rogerson soutient la thèse que l'origine de la thèse des implants date des années 1950, époque où circulait la rumeur d'une hypothétique civilisation appelée « Dero » qui kidnappait des gens pour les torturer. Il raconte : « John Robinson avait un voisin appelé Steve Brodie qui, un jour, vit dans l'appartement de Robinson une copie d'un magazine de Ray Palmer parlant de la civilisation Dero. Voyant cela, il raconta à Robinson comment en 1938 il avait rencontré deux individus qui l'avaient paralysé en pointant un objet vers lui (...) quand un de ces individus plaça des sortes d'écouteurs derrière ses oreilles, il s'évanouit (...) Brodie montra à Robinson des cicatrices derrière ses oreilles (...) depuis cette épreuve, Brodie prétendait ne plus pouvoir manger de viande (...) plus tard, quelqu'un dit à Robinson que Brodie errait comme un zombie dans l'Arizona. Il devait être sous le contrôle de Dero ». Il semble que ce soit la première occurrence d'une thèse autour d'implants d'une autre civilisation.

## Les cas Andreasson et Wallis
En 1979 est publié le livre « The Andreasson Affair », écrit par Raymond E. Fowler. Ce livre rapporte le témoignage de Betty Andreasson. Cette femme vivant dans le Massachusetts prétend avoir été enlevée par des extraterrestres au début de l'année 1967. Betty Andreasson raconte que des aliens lui auraient enlevé un petit appareil apparemment implanté dans son nez. Fawler émit l'hypothèse que cet implant pouvait servir de télécommande. En 1983, une Canadienne, Dorothy Wallis, apportera un témoignage semblable sous hypnose. Comme le remarqua Joe Nickell, ce témoignage semble ressembler à celui de Betty Andreasson. Au cours de cette période, plusieurs témoignages rapportant la présence d'un implant situé dans le nez furent recueillis, notamment par l'historien David Michael Jacobs.

## Ablation d'implants soupçonnés
À partir de 1994, des objets soupçonnés d'être des implants aux formes différentes (écharde de verre, pièce de métal, fibre de carbone) et aux localisations diverses (oreilles, pieds, mains) furent signalés. Le podiatre Roger K. Leir a participé à l'ablation de 12 implants soupçonnés au cours des années 1990. Mais en s'appuyant sur l'avis du médecin renommé Virgil Priscu ("pas de mystère, pas d'implants"), l'enquêteur sceptique Joe Nickell rapporte que ces objets semblent d'être plutôt des objets ordinaires tels que des échardes de verre ou de métal qui sont entrés dans le corps à la suite des chutes ou en marchant à pieds nus. Cet avis est également corroboré par le fait que ces objets sont le plus souvent trouvés aux jambes, pieds et mains. Cependant, Leir prétend que le 1er implant soupçonné qu'il a retiré aurait été analysé par le Los Alamos National Laboratory et que celui aurait conclu que cet objet est constitué de matériaux semblables aux météorites et qu'il s'agirait d'un objet manufacturé. Keir note aussi que les implants sont toujours observés dans la partie gauche du corps, que les tissus alentour ne présentent aucune trace d'infection mais s'avèrent anormalement innervés, et qu'il n'a jamais pu déceler un quelconque point d'entrée dans le corps.

## Implants extraterrestres dans la culture populaire
De nombreux scénaristes et auteurs de science-fiction se sont inspirés de cette théorie pour écrire des œuvres de fiction :
- L'écrivain de SF Jimmy Guieu écrit que beaucoup de personnes ayant été enlevées par des extraterrestres affirment que ces êtres leur auraient mis un implant dans le cerveau, le nez ou le sexe.[réf. nécessaire]
- L'épisode 5 (intitulé « Enlevés par des extraterrestres ») de la série documentaire Dossiers OVNI : Secrets & Réalités évoque le thème des implants extraterrestres.
- Dans l'épisode pilote de South Park, Eric Cartman est enlevé par des extraterrestres qui lui implantent une sonde anale.
- Dans la série Mystère, les implants sont au centre de l'énigme.
- Dans la série X-Files, l'agent du FBI Dana Scully découvre un implant dans sa nuque à la suite d'un enlèvement.
- Dans la série Disparition, les humains enlevés par les extraterrestres sont suivis grâce à leurs implants.
- Dans la mini-série Les Visiteurs de l'au-delà (Intruders), basée sur un livre de Budd Hopkins, les personnages sont également munis d'implants extraterrestres après leur enlèvement.
- Dans le film Ennemis non-identifiés, l'enfant de la famille se fait implanter.
- Dans la série Nip/Tuck, épisode 07 de la saison 5, le Dr Joshua Lee, affirme avoir découvert des preuves de la vie extraterrestre. Il prétend que les extraterrestres l'auraient enlevé afin de lui implanter une puce dans son corps pour le géolocaliser.
- Dans le film Dark Skies (2013), où des gens se font visiter puis "posséder" par des extraterrestres grâce à des implants derrière les oreilles.
- Dans un épisode de la saison 3 de Dr House, Chase soupçonne un objet comme étant un implant extraterrestre ce qui est en réalité un fragment d'une épingle.
- Dans la série American Horror Story : Asylum, Kit Walker, qui prétend avoir été enlevé par des extraterrestres, a un implant en dessous sa peau.

## Défenseurs de l'hypothèse ufologique
- Le docteur Roger K. Leir, chirurgien américain, spécialiste en podiatrie, prétend avoir, durant les années 1990, extrait des implants d'origine inconnue sur des personnes déclarant avoir été enlevées par des extraterrestres (abduction). Il a publié divers témoignages sur ces supposés implants extraterrestres et présenté des travaux de recherche dans plusieurs pays[6],[7],[8].
- Budd Hopkins, un artiste avec une certaine notoriété, a créé un « centre de recherche en enlèvement par des extraterrestres », appelé UFO abduction research organization[9], dans lequel il étudie la thèse des implants extraterrestres[10]. La mini-série Les Visiteurs de l'au-delà de 1992 est basée sur ses recherches.
- David Michael Jacobs, historien et professeur d'histoire à Temple University[11], spécialiste de l'histoire et de la culture américaine au XXe siècle est connu pour ses recherches sur les abductions et a contribué à populariser la thèse des implants[12],[13],[14],[15]. Il a également fondé un centre de recherche (ICAR[16]) sur les enlèvements et les implants.
- Une des affaires d'implant les plus connues est celle du supposé implant de Richard Price inspecté plusieurs années par le physicien réputé David Pritchard, professeur au Massachusetts Institute of Technology. Après avoir déclaré qu'il s'agissait d'un implant métallique, il avait finalement découvert que c'était une fibre de coton[17].
- Whitley Strieber est un auteur de science fiction et d'horreur. Il raconte dans son livre Communion[18] l'histoire de son enlèvement non fictionnel où un implant lui aurait été placé derrière l'oreille. Il raconte dans la préface de Ovnis et implants l'opération chirurgicale tentant l'ablation étrange de cet implant[19]. Les fragments de l'implant récolté révélèrent qu'il s'agissait de collagène, notamment présent dans le cartilage.